# Tannendüsterkäfer

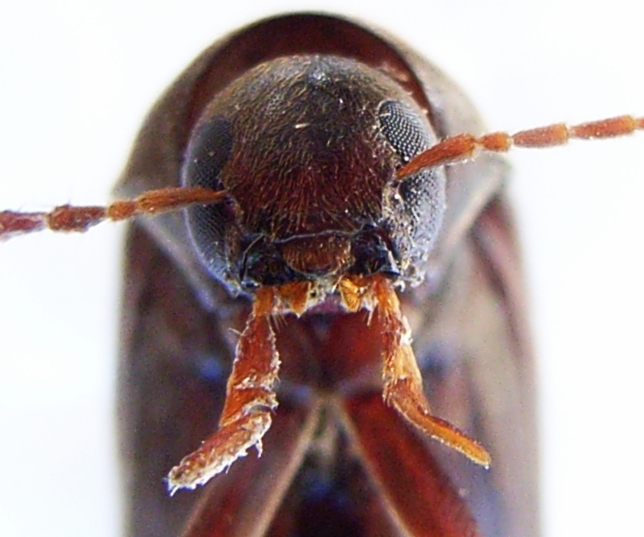
Bild 1: Kopf

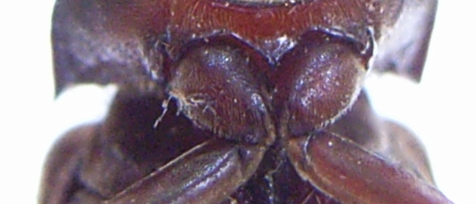
Bild 2: Vorderbrust von unten

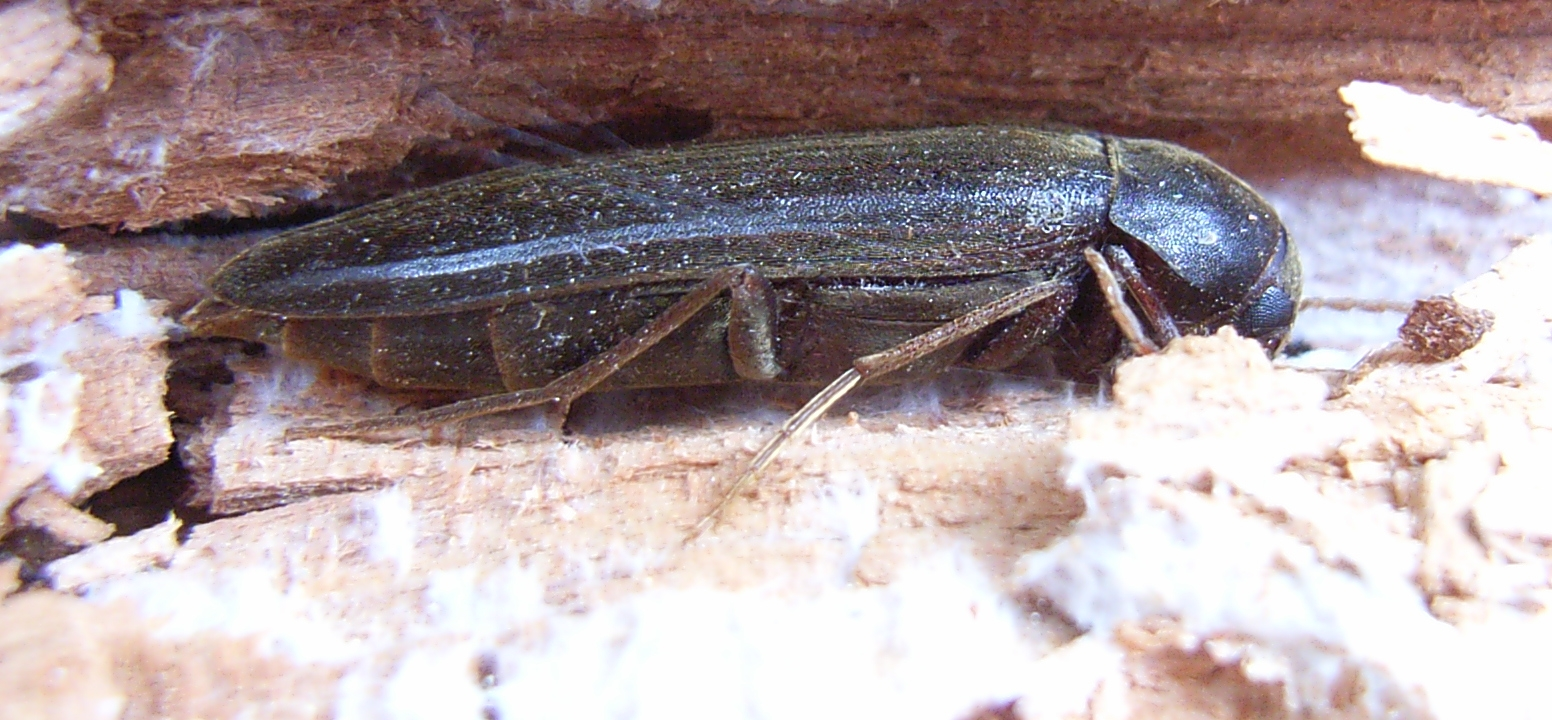
Bild 3: Seitenansicht

Der unscheinbare Tannendüsterkäfer, Bärtige Schwarzkäfer oder Großpalpen-Düsterkäfer (Serropalpus barbatus) ist ein Käfer aus der Familie der Düsterkäfer (Melandryidae). Er wird 8 bis 18 Millimeter lang und kann in geringem Umfang an Holz schädlich werden.
Die Art wird in Deutschland nur in Thüringen in einer Roten Liste geführt, und zwar unter der Kategorie Gefährdungsgrad momentan nicht abzuschätzen, Daten mangelhaft.

## Bemerkungen zum Namen
Die Art wurde durch Schaller 1783 unter dem Namen Mordella barbata erstmals beschrieben. Schaller weist in der Beschreibung darauf hin, dass der Käfer bereits früher unter dem Namen Elateroides primus von Schäffer abgebildet wurde. Die lateinische Charakterisierung des Käfers lautet bei Schaller: fusca, palpis ensiformibus trilobis; lobis lateralibus latissimus (lat. düster, Kiefertaster schwertförmig dreilappig, Außenlappen sehr breit). In der ausführlichen deutschen Beschreibung formuliert Schaller: Die Freßspitzen, palpi, machen diesen Käfer so wol durch ihre besondere Gestalt als Grösse vorzüglich kenntlich, es sind dieselben so wie gewöhnlich neben dem Maul eingelenkt und stehen in Gestalt eines Schnurbarts zu beyden Seiten heraus. Dadurch erklärt sich der Artname barbatus (lat. bärtig) und der deutsche Name.
Der Gattungsname Serropalpus (von lat. sérra, Säge. und. pálpus, Taster) bezieht sich ebenfalls auf die auffallenden Kiefertaster.
Die Gattung Serropalpus ist in Europa mit nur zwei Arten vertreten, die zur gleichen Untergattung gehören weltweit mit elf Arten in zwei Untergattungen.

## Bau des Käfers
Der Käfer erinnert durch seine Körperform, die schlanken Fühler und Beine und die schlichte Färbung an einen Schnellkäfer, unterscheidet sich davon jedoch durch den fehlenden Schnellmechanismus und die Anzahl der Tarsenglieder, die an den Hinterbeinen nur 4 beträgt. Die übrigen Tarsen bestehen aus 5 Gliedern (Tarsenformel 5-5-4, Familienreihe Heteromera), während die Tarsen der Schnellkäfer alle fünfgliedrig sind. Der Tannendüsterkäfer ist kastanienbraun bis schwarzbraun und sehr fein gelb behaart. Fühler, Taster und Beine sind gelbrot bis braun.
Der langgestreckte zylindrische Körper ist nach hinten zugespitzt und nach vorn abgerundet. Der Kopf ist mehr als 90° gegenüber der Körperachse nach unten abgewinkelt, sodass die Mundwerkzeuge leicht nach hinten zeigen. Die Oberkiefer sind klein, kurz und dreieckig. Die Kiefertaster sind auffallend groß und seine Glieder sehr unterschiedlich geformt, sodass sie gesägt wirken. Dies erklärt den Gattungsnamen (Serropalpus = Gesägt-Taster). Das Endglied des Kiefertasters ist breit, beilförmig und schleift beim Gehen auf dem Untergrund (Bild 1). Die Fühler sind elfgliedrig und fadenförmig. Beim Weibchen sind sie etwas kürzer als der halbe Körper, beim Männchen etwas länger. Die großen Facettenaugen deuten darauf hin, dass der Käfer ein Dämmerungstier ist. Sie sind vorn ausgerandet, nierenförmig, und die einzelnen Facetten sind relativ groß und bei zehnfacher Vergrößerung deutlich sichtbar.
Die Beine sind dünn und lang, die Schenkel zylindrisch mit kurzen Enddornen, alle Tarsenglieder sind ungelappt. Die zierlichen Krallen sind weder gezähnt noch geteilt. Die zapfenförmigen Hüften der Vorderbeine berühren sich. Der Fortsatz der Vorderbrust trennt die nach hinten offenen Hüfthöhlen, in denen die Hüften eingelenkt sind, nur ansatzweise (Bild 2).
Der Halsschild ist seitlich deutlich und scharf gekantet (Bild 3). Die Basis des Halsschildes ist so breit wie die Flügeldecken, gerandet, und schließt rechtwinklig eng an die Flügeldecken an.
Die Flügeldecken bedecken den Hinterkörper von oben völlig. Sie sind fein runzelig punktiert bis gerippt und seicht gestreift. Das Schildchen ist gut erkennbar, länglich und hinten gerundet.

## Lebensweise
Die adulten Tiere treten von Juli bis September auf. Sie sind abends und nachts aktiv. Männchen werden etwa 2 Wochen alt, Weibchen drei. Die Weibchen legen etwa 170 Eier in Rindenritzen gefällter oder abgestorbener Bäume. Das Holz darf noch nicht trocken sein (Frischholzinsekt), jedoch kann die Entwicklung auch in verarbeitetem Holz abgeschlossen werden.
Die gelb-weißen Larven haben einfache Beine und werden bis zu 25 Millimeter lang. Am letzten Hinterleibssegment besitzen sie 2 nach außen gebogene Stacheln. Sie fressen Gänge mit einem Durchmesser von bis zu 5,5 Millimeter. Die Gänge verlaufen in verschiedenen Richtungen bis zu 55 Millimeter tief ins Holz und sind mit sehr hellem staubförmigem Genagsel (Bohrmehl) gefüllt.
Die Puppenwiegen werden senkrecht zur Oberfläche angelegt. Die Puppen sind gelbweiß mit vereinzelten Stacheln an Tergiten und Pronotum. Beim Schlüpfen fressen sie rundliche Schlupflöcher mit 2 bis 6 Millimeter Durchmesser, die mit denen von Holzwespen verwechselt werden können. Die Entwicklung dauert in der Regel 2 Jahre, selten 3. Mehrere Generationen können im gleichen Substrat vorkommen.

## Biotop und Verbreitung
Die Käfer kommen in Europa, Sibirien, Kaukasien, Nord-Osten von Nordeuropa sowie in Nordamerika (USA und Kanada) vor. Da aus Verpackungsmaterial von Importware Exemplare des Käfers gezogen wurden, und der Käfer außer in einheimischem Nadelholz auch in Laubholz und ausländischem Nadelholz gefunden wurde, ist eine weitere Verbreitung möglich.
Der xylobionte Tannendüsterkäfer wird als obligater Totholzbewohner und Altholzbesiedler eingestuft. Er besiedelt auch Starkholz. Er kommt an absterbenden, frisch geschlagenen Bäumen und an Stümpfen vor. Die Larve ernährt sich von Holz, das sich in Zersetzung befindet (saproxylophag), dabei werden keine besonderen Ansprüche an das Substrat gestellt.
In Mitteleuropa bevorzugt der Käfer Nadelholz in montanen Höhenlagen, wo er nach Windbruch gelegentlich häufig vorkommt. Im Flachland ist er eher selten, aber er hat aus den ursprünglichen Verbreitungsgebieten in die Anbaugebiete der Fichte ausgebreitet (montanes Faunenelement des Tieflandfichtenwaldes). Außerdem ist er auf Holzplätzen zu finden und gelegentlich auch in Häusern. In Sachsen wurde er nach über 50 Jahren erstmals wieder gemeldet.

## Schaden und Schutz
Die Käferart wird als unbedeutender Holzschädling eingestuft. Befallenes Holz sollte sofort weiterverarbeitet werden, damit nicht Folgegenerationen die Qualität weiter mindern. Eine chemische Behandlung wird nur in Ausnahmefällen empfohlen. Da der Käfer jedoch in weiten Gebieten selten oder unbekannt ist, wird er auch als interessantes Faunenelement betrachtet und er genießt als Element der Totholzfauna besonderes Interesse.